# Franz Reichleitner
Franz Reichleitner (Ried, Austria; 2 de diciembre de 1906-Fiume, 3 de enero de 1944) fue un oficial de la SS, comandante del campo de exterminio de Sobibor y participante activo en el Holocausto en la Segunda Guerra Mundial. 
Reichleitner se unió al Partido Nazi con el número de ficha 6.369.213 y a las SS con el número de ficha 357.065. Fue asignado a la "Operación Reinhard", siendo nombrado Comandante del campo de exterminio de Sobibor entre 1942 y 1943. Luego de la revuelta del campo quedó sin funciones durante varios meses, posteriormente fue asignado a la "SS Fuerza de Tarea R" asignado al área de Fiume en Italia para combatir partisanos y judíos armados donde cayó en acción el 3 de enero de 1944, cerca de Rijeka (Fiume). 